# Verkförteckning för Claude Debussy

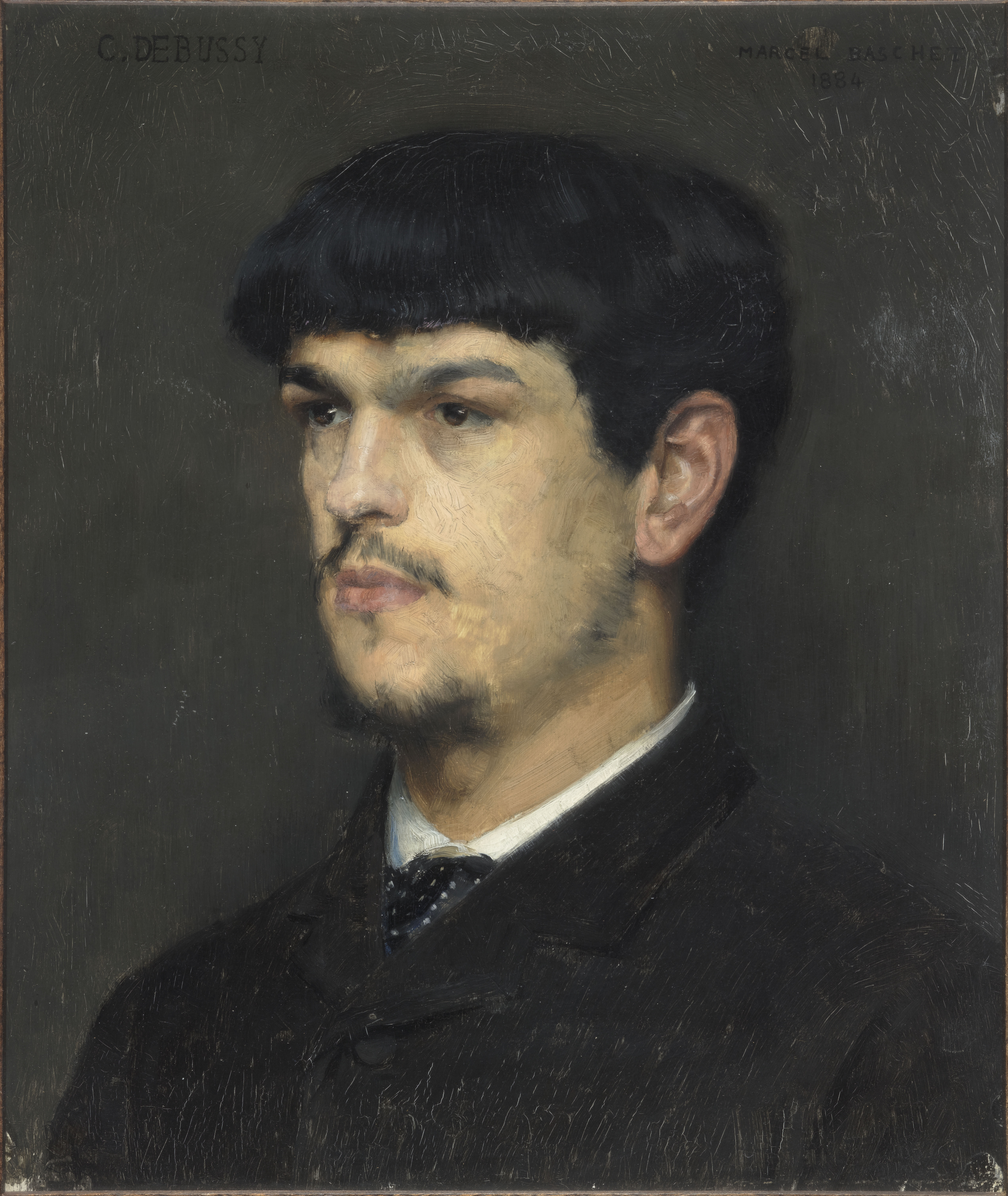
Claude Debussy, Målning utförd av Marcel Baschet 1884.

Detta är en Verkförteckning för Claude Debussy.

## Orkesterverk
- Symphonie. Ensatsigt utkast för fyrhändigt piano. (1880)
- Le triomphe de Bacchus. Divertissement. (1882)
- Printemps. Symfonisk svit för orkester och kör. (1886-1887)
- Petite suite. (Instrumentering av fyrhändigt pianoverk av Henri Büsser). (1888-1889)
- Prélude à l'après-midi d'un faune, (1892-1894)
- Les nocturnes. Symfonisk triptyk för orkester och kör: Nuages, Fêtes, Sirènes. (1893-1899)
- La Mer. Tre symfoniska skisser: De l'aube à midi sur la mer, Jeux des vagues, Dialogue du vent et de la mer. (1903-1905)
- Children's corner. (Pianoverk instrumenterat av André Caplet). (1906-1908)
- Images: Gigues (instrumenteringen fullbordad av André Caplet), Iberia, Rondes de printemps
- Marche écossaise sur un thème populaire. (Instrumentering av verk för fyrhändigt piano) (1908)
- La plus que lente. (Instrumentering av pianoverk). (1911).
- Six épigraphes antiques. (Verk för fyrhändigt piano instrumenterat av Ernst Ansermet). (1914-1915)
- Berceuse héroïque. (Instrumentering av pianoverk). (1915)
- Fantaisie pour piano et orchestre. (1889)
- Rhapsodie pour saxophone et orchestre. (Verk för saxofon och piano instrumenterat av Roger Ducasse). (1903-1905)
- Deux danses pour harpe chromatique et orchestre d'instruments à cordes. (1904)
- Première Rhahapsodie pour clarinette et orchestre. (Verk för klarinett och piano instrumenterat av Roger Ducasse). (1909-1910)
- Petite pièce pour clarinette et orchestre. (Instrumentering av verk för klarinett och piano). (1910)

## Scenisk musik
- Pelléas och Mélisande. Lyriskt drama i 5 akter av Maurice Maeterlinck. (1892-1902)
- Le roi Lear. Ofullbordad scenmusik till Shakespeares drama. (1897-1899)
- Le Martyre de Saint-Sébastien. Scenmusik för soli, kör och orkester till mysteriespel av Gabriele d'Annunzio. (1911)
- Jeux. Balettmusik till ett scenario av Vaslav Nijinsky. (1912)
- Khamma. Balettmusik till ett scenario av W. L. Courtney och M. Allen. (1912)
- La boîte à joujoux. Balettmusik till scenario av André Hellé (instrumentering av André Caplet). (1913)
- Rodrigue et Chimène, Ofullbordad opera. (1890—1892)

## Körmusik
- Salut, printemps (de Ségur). För damkör och orkester. (1882)
- Invocation (Lamartine). För manskör och orkester. (1883)
- L'enfant prodigue (Édouard Guinand). Kantat för sopran, tenor, baryton och orkester. (1884)
- La Damoiselle élue (Rosetti/Sarrazin). Kantat för sopran, mezzo, kör och orkester. (1887-1888)
- Trois chansons de Charles d'Orléans. För blandad kör a capella. (1908)
- Noël des enfants qui n'ont plus de maison (Debussy). För barnkör. (1915)
- Ode à la France (Louis Laloy). För solo, kör och orkester. (Ofullbordad; kompletterad av M. F. Gaillard). (1916-1917)

## Kammarmusik
- Quatuor cordes. (1893)
- Rhapsodie pour saxophone et piano. (1903—1905)
- Première rhapsodie pour clarinette et piano. (1909—1910)
- Petite pièce pour clarinette et piano. (1910)
- Syrinx pour flûte solo. (1912)
- Sonate pour violoncelle et piano. (1915)
- Sonate pour flûte, alto et harpe. (1916)
- Sonate pour violin et piano. (1916—1917)

## Pianomusik

### Pianomusik för två händer
- Danse bohémienne (1880)
- Deux arabesques (1880)
- Rêverie (1890)
- Ballade (1890)
- Danse (1890)
- Valse romantique (1890)
- Nocturne (1890)
- Suite bergamasque (1890—1905)
- Mazurka (1891)
- Pour le piano (1896-1901)
- Estampes (1903)
- D'un cahier d'esquisses (1903)
- Masques (1904)
- L'isle joyeuse (1904)
- Images. 1. Serie (1905)
- Images, 2. Serie (1907)
- Children's corner (1906-1908)
- Le petit nègre (1909)
- Hommage à Haydn (1909)
- La plus que lente (1910)
- Douze préludes,1. (1910)
- Douze préludes, 2. (1910-1913)
- La boite à joujoux. Balettmusik (1913)
- Berceuse héroïque (1914)
- Douze études, 1. (1915)
- Douze études, 2. (1915)

### Pianomusik för fyra händer
- Petite suite (1888-1889)
- Marche écossaise sur un thème populaire (1891)
- Six épigraphes antiques (1914-1915)

### Pianomusik för två pianon
- Prélude à l'après-midi d'un faune (1892-1894)
- Lindaraja (1901)
- En blanc et noir (1915)

## Sånger
- Nuit d'étoiles (Banville) (1876?)
- Beau soir (Bourget) (1878?)
- Fleur des blés (Girod) (1878?)
- Mandoline (Verlaine) (1880-1883)
- La belle au bois dormant (Hyspa) (1880-1883)
- Voici que le printemps (Bourget) (1880-1883)
- Paysage sentimental (Bourget) (1880-1883)
- Pierrot (Banville) (1884)
- Apparation (Mallarmé) (1884)
- Zéphyr (Banville) (1881)
- Rondeau (Musset) (1882)
- Quatre mélodies pour Mme Vasnier: Pantomime (Verlaine), Clair de lune (Verlaine), Pierrot (Banville), Apparition (Mallarmé) (1882-1884)
- Musique (Bourget) (1883)
- Deux romances (Bourget): Romance, La romance d'Ariel et regret (1884)
- Ariettes oubliées (Verlaine): C'est l'extase, Il pleure dans mon cœur, L'ombre des arbres, Chevaux de bois, Green, Spleen (1887-1888)
- Cinq poèmes de Charles Baudelaire: Le balcon, Harmonie du soir, Le jet d'eau, Recueillement, La mort des amants (1887—1889)
- Les angélus (Le Roy) (1891)
- Dans le jardin (Gravôlet) (1891)
- Trois mélodies (Verlaine): La mer est plus belle, Le son du cor s'afflige, L'echellonnement des haies (1891)
- Deux romances (Bourget): Romance, Les cloches (1891)
- Fêtes galantes (Verlaine)
- 1:a serien: En sourdine, Fantoches, Clair de lune (1892)
- 2:a serien: Les ingénus, Le faune, Colloque sentimental (1904)
- Proses lyriques (Debussy): De rêve. De grève. De fleurs, De soir (1892-1893)
- Trois chansons de Bilitis (Louys): La flûte de Pan, La chevelure, Le tombeau des naïades (1892-1897)
- Trois chansons de France: Rondel (d'Orléans), La grotte (L'Hermite), Rondel (d'Orléans) (1904)
- Le promenoir des deux amants (L'Hermite) (1904-1910)
- Trois ballades de François Villon (1910)
- Trois poèmes de Stéphane Mallarmé: Soupir, Placet futile, Eventail (1913)
- Noël des enfants qui n'ont plus de maison (Debussy) (1915)

## Bearbetningar

### Pianobearbetningar
- Verk av Robert Schumann, Camille Saint-Saëns, Richard Wagner, Joachim Raff, Peter Tjajkovskij

### Instrumenteringar
- Verk av Johann Sebastian Bach, Frédéric Chopin, Erik Satie